# Scoparia gracilis
Scoparia gracilis là một loài bướm đêm trong họ Crambidae.